# 清軟腭內爆音
清軟腭內爆音（voiceless velar implosive）是一種罕見的輔音，出現於一些口語中。國際音標將此音記作⟨ɠ̊⟩或⟨kʼ↓⟩；另一個可直接表示此音的音標⟨ƙ⟩則已在1993年被撤回。

## 特徵
清軟腭內爆音的特徵包括：
- 調音方法是閉塞，也就是說通過阻礙空氣在聲道流動來調音。由於此輔音也是一個口腔輔音，故氣流被完全地阻塞住，而形成一個塞音。

- 調音部位是軟腭，即以舌根部位抵住軟腭。

- 發聲類型是清音，意味着發音時聲帶並不顫動。
- 本輔音是口腔輔音（口音），表示調音時空氣只從口裡流出。
- 本輔音為中央輔音，調音時氣流在口腔的中央流過舌面，而不從兩側流過。
- 氣流機制是內爆音。發音時，聲門向下壓迫出肺部空氣而控制氣流。由於其為清音，聲門完全關閉，導致完全沒有肺部氣流流出。

## 出現於
目前尚未在任何語言中找到作為獨立音位使用的/ɠ̊/。一些學者認為蘭度語擁有此音，但其更有可能為帶嘎裂聲的/ɠ̰/，如豪薩語。一些英語使用者會使用此音模擬液體從瓶中傾倒出來的聲音，但其他人則將其發成濁音[ɠ]。

## 外部鏈結
- 在PHOIBLE上搜尋含有[ɠ̥]的語言